# Trog (geologie)

Schematische weergave van de vorming van troggen (trench).

Een trog is een smalle en erg diepe kloof in de zeebodem, die ontstaat bij destructieve plaatranden. Hierbij duikt de ene tektonische plaat onder de andere (subductie). De zwaardere subducerende plaat verdwijnt in de aardmantel. Aan het oppervlak ontstaat een diepe langgerekte depressie die men een trog noemt. Het diepste punt van een trog wordt een zeediepte genoemd.
De laagste bekende punten in de wereld zijn de zeediepten van de diepzeetroggen, met de Vitjazdiepte 1 in de Marianentrog als diepste: 11.035 m onder zeeniveau. Er bestaan 31 diepe troggen, waarvan 24 in de Grote Oceaan gelegen zijn. De diepste troggen zijn 8 à 10 km diep en relatief nauw (minder dan 100 km breed). De Peru-Chilitrog is met een lengte van 5.900 km de langste trog. In de oceaan zijn ook dieptes die niet direct met actieve subductie te maken hebben. Verwarrend genoeg worden die soms ook 'trog' genoemd. 

## Bouw
De plek in de aardkorst waar de ene tektonische plaat onder de andere beweegt wordt een subductiezone genoemd. Men spreekt van een "overrijdende" plaat voor de subductiezone en een "subducerende" plaat achter de subductiezone. Subductiezones bevinden zich onder destructieve plaatgrenzen zoals langs de randen van continenten. Bij de plaatgrens zelf ontstaat een depressie in het aardoppervlak: een trog. De beweging tussen de twee platen zorgt ervoor dat materiaal van de subducerende plaat wordt afgeschraapt. Dit materiaal stapelt zich wig-vormig op in het gebied voor de subductiezone, waar een accretiewig ontstaat.
De subducerende plaat bevat gesteente waarin, door aanraking met oceaanwater, water is opgenomen. Dit gesteente heeft een lagere smelttemperatuur, en als de plaat de mantel induikt en opwarmt zal het gesteente beginnen te smelten, zodat magma gevormd wordt. Dit magma verzamelt zich in reservoirs onder het gebied dat achter de plaatgrens ligt. Ten slotte kan het opstijgen tot het aardoppervlak, waardoor een rij vulkanen ontstaat: een vulkanische boog. Als de overrijdende plaat oceanisch van aard is, zal de boog in zee liggen en zullen de vulkanen eilanden vormen. Dit noemt men een eilandboog. Voorbeeld hiervan is de Caribische boog. Contra-intuitief kan er in een zone waar twee platen elkaar naderen toch rek ontstaan. Daarbij wordt de bovenblijvende plaat opgerekt en ontstaat er een rij continentale eilanden met vulkanen. Voorbeelden hiervan zijn de Filipijnen, de Soendaboog (Indonesië) en Japan.
De ruimte tussen de eilandenboog en de trog (boog-trogruimte) kan geleidelijk aan groter worden door de groeiende accretiewig. Aan de oostelijke kant van de Aleoeten is de boog-trogruimte 570 km.
In de zone waar de twee platen onder elkaar bewegen worden aardbevingen opgewekt. Dit seismisch actieve gebied wordt de Wadati-Benioffzone genoemd, waarbij de diepte van de aardbevingen de duiking van de subducerende plaat uittekent. Deze zone is genoemd naar twee seismologen die onafhankelijk van elkaar de zones ontdekten: Kiyoo Wadati (Japans Meteorologisch Instituut) en Hugo Benioff (CalTech).

## Fauna
De fauna van troggen verschilt van die van de abyssale zone erboven en onze kennis ervan is vanwege de grote diepte nog beperkt. Opvallend is dat ongeveer de helft van de soorten in een bepaalde trog nergens anders voorkomt. Lang werd gedacht dat er vanaf 6 km diepte geen vissen of tienpotigen voorkwamen, maar dit blijkt toch het geval.

## Overzicht van troggen
| naam                 | zeegebied                      | diepte (m) |
| -------------------- | ------------------------------ | ---------- |
| Marianentrog         | Noordelijke Grote Oceaan       | 11,034     |
| Tongatrog            | Zuidelijke Grote Oceaan        | 10.882     |
| Japantrog            | Noordelijke Grote Oceaan       | 10.554     |
| Koerilentrog         | Noordelijke Grote Oceaan       | 10.542     |
| Filipijnentrog       | Filipijnenzee                  | 10.540     |
| Izutrog              | Noordelijke Grote Oceaan       | 9906       |
| Nieuwe Hebridentrog  | Koraalzee                      | 9165       |
| Nieuw-Brittanniëtrog | Salomonzee                     | 9140       |
| Salomontrog          | Salomonzee                     | 9140       |
| Trog van Puerto Rico | Noordelijke Atlantische Oceaan | 8605       |
| Yaptrog              | Filipijnenzee                  | 8527       |
| Zuid-Sandwichtrog    | Zuidelijke Atlantische Oceaan  | 8430       |
| Palautrog            | Filipijnenzee                  | 8138       |
| Peru-Chilitrog       | Zuidelijke Grote Oceaan        | 8065       |
| Aleoetentrog         | Golf van Alaska                | 7822       |
| Kaaimantrog          | Caraïbische Zee                | 7686       |
| Ryukyutrog           | Oost-Chinese Zee               | 7507       |
| Soendatrog           | Indische Oceaan                | 7455       |
| Zuid-Salomontrog     | Koraalzee                      | 7136       |
| Packlingtontrog      | Salomonzee                     | 7021       |
| Naresdiepte          | Noordelijke Atlantische Oceaan | 6995       |
| San Cristobaltrog    | Koraalzee                      | 6879       |
| Diamantinatrog       | Indische Oceaan                | 6857       |
| Midden-Amerikatrog   | Noordelijke Grote Oceaan       | 6662       |
| Mussautrog           | Noordelijke Grote Oceaan       | 6534       |
| Murraydiepte         | Noordelijke Grote Oceaan       | 6474       |
| Hilgarddiepte        | Zuidelijke Grote Oceaan        | 6469       |
| Vematrog             | Indische Oceaan                | 6402       |
| Hjorttrog            | Zuidelijke Grote Oceaan        | 6240       |
| Torrestrog           | Zuidelijke Grote Oceaan        | 6061       |
| Ulladullatrog        | Tasmanzee                      | 5944       |
| Thomsondiepte        | Tasmanzee                      | 5944       |
| Obtrog               | Indische Oceaan                | 5761       |
| Los Roquestrog       | Caraïbische Zee                | 5630       |
| Chagostrog           | Indische Oceaan                | 5408       |
| Amirantetrog         | Indische Oceaan                | 5349       |
| Havretrog            | Zuidelijke Grote Oceaan        | 5303       |
| Huntertrog           | Zuidelijke Grote Oceaan        | 5303       |
| Bauerdiepte          | Zuidelijke Grote Oceaan        | 5298       |
| Vityaztrog           | Zuidelijke Grote Oceaan        | 5029       |
| Sumatratrog          | Indische Oceaan                | 5010       |
| Mentawaitrog         | Indische Oceaan                | 5010       |
| Tobagotrog           | Noord Atlantische Oceaan       | 5000       |
| Nieuw-Guineatrog     | Zuidelijke Grote Oceaan        | 5000       |
| Zuid-Shetlandtrog    | Scotiazee                      | 5000       |
| Balitrog             | Indische Oceaan                | 4800       |
| Bountytrog           | Zuidelijke Grote Oceaan        | 4444       |
| Nazarethtrog         | Indische Oceaan                | 4255       |
| Laccadiventrog       | Laccadivenzee                  | 4090       |
| Bellonatrog          | Tasmanzee                      | 4000       |
| Norfolktrog          | Zuidelijke Grote Oceaan        | 3786       |
| Bentleydiepte        | Onder Antarctica               | 2538       |
| Palawantrog          | Zuid-Chinese Zee               | 2000       |
| Bonairetrog          | Caraïbische Zee                | 1902       |
| Cariacotrog          | Caraïbische Zee                | 1902       |